# Iceve-Maci
Die Sprache Iceve-Maci (auch bacheve, bechere, becheve, icheve, ocebe, ochebe, ocheve, utse, utser, utseu; ISO 639-3: bec) ist eine bantoide Sprache aus der Sprachgruppe der tivoiden Sprachen und wird von 12.000 Personen gesprochen, davon 7.000 (1990) in der Kameruner Region Südwesten und 5.000 im nigerianischen Bundesstaat Cross River (1990).
Die Dialekte der Sprache sind: icheve (auch bacheve) und oliti (auch maci, matchi, oliti-akwaya, olithi, olit, kwaya, akwaya motom, motomo, ihekwot). Als Zweitsprachen sind auch Evant [bzz], Denya-Kenyang [anv] und in letzter Zeit vor allem das Kameruner Pidginenglisch [wes] im Einsatz.